# Carpotroche angustifolia
Carpotroche angustifolia är en tvåhjärtbladig växtart som beskrevs av Henri François Pittier. Carpotroche angustifolia ingår i släktet Carpotroche och familjen Achariaceae. Inga underarter finns listade i Catalogue of Life.